# Ramona Bachmann
Ramona Bachmann (Malters, 25 dicembre 1990) è una calciatrice svizzera, attaccante dello Houston Dash e della nazionale svizzera.

## Biografia
Nel giugno 2015, nel corso dei Mondiali di Canada, Bachmann decide di fare coming out rivelando di aver vissuto per un anno con la fidanzata Camille.
In seguito vive una relazione di tre anni con la connazionale Alisha Lehmann. La relazione finisce nel marzo 2021, in conseguenza della decisione di Bachmann di lasciare il Chelsea e il Regno Unito per trasferirsi in Francia, al Paris Saint-Germain, pur avendo provato con difficoltà a proseguire la relazione a distanza.

## Carriera

### Club
Bachmann si interessa al calcio fin da giovanissima, condividendo la passione con il padre e il fratello, entrambi calciatori, iniziando nelle giovanili del Malters, Malters, cittadina del Canton Lucerna dove cresce con la famiglia, dall'età di 5 anni. In precedenza era stata la mascotte della squadra dei ragazzi del club, allenata da suo padre. All'età di 13 anni entra a far parte della squadra U-18 dell'FC Malters e nel 2005 diventa campionessa svizzera e vincitrice della coppa di questa fascia d'età. La stagione successiva, fu la più giovane giocatrice della Lega Nazionale B, secondo livello del campionato svizzero, inserita in rosa durante il campionato.
Nell'estate 2006 si trasferisce alle campionesse in carica del LUwin.ch, disputando per la prima volta in carriera un campionato di primo livello, la Lega Nazionale A. Gioca la prima parte della campionato nazionale 2006-2007 mettendosi particolarmente in luce, rimanendo, fino alla pausa invernale della stagione, in testa alla classifica delle migliori marcatrici e restando legata alla società di Lucerna fino al marzo 2007, prima del termine del campionato.
Già durante il calciomercato invernale Bachmann aveva colto l'occasione per disputare il suo primo campionato all'estero, sottoscrivendo il suo primo contratto da professionista con l'Umeå IK e debuttando in Damallsvenskan, livello di vertice del campionato svedese, per il campionato 2007. Alla prima stagione in cui indossa la maglia delle campionesse di Svezia in carica viene impiegata in otto incontri di campionato e in Svenska Cupen, festeggiando con le compagne la vittoria in entrambi i tornei, la stagione dove la squadra ottiene anche il suo primo triplete campionato-Coppa-Supercoppa. Veste la maglia della società di Umeå anche per le due stagioni successive, ottenendo un double campionato-Supercoppa nel 2008 mentre nel 2009 deve cedere entrambi i titoli alle rivali del Linköping, arrivando seconda ad un punto in campionato, e perdendo contro di loro anche la finale di Coppa di Svezia. Pur nella delusione di non aver conseguito alcun trofeo, il 2009 la vede vincere il premio per la calciatrice svizzera dell'anno.

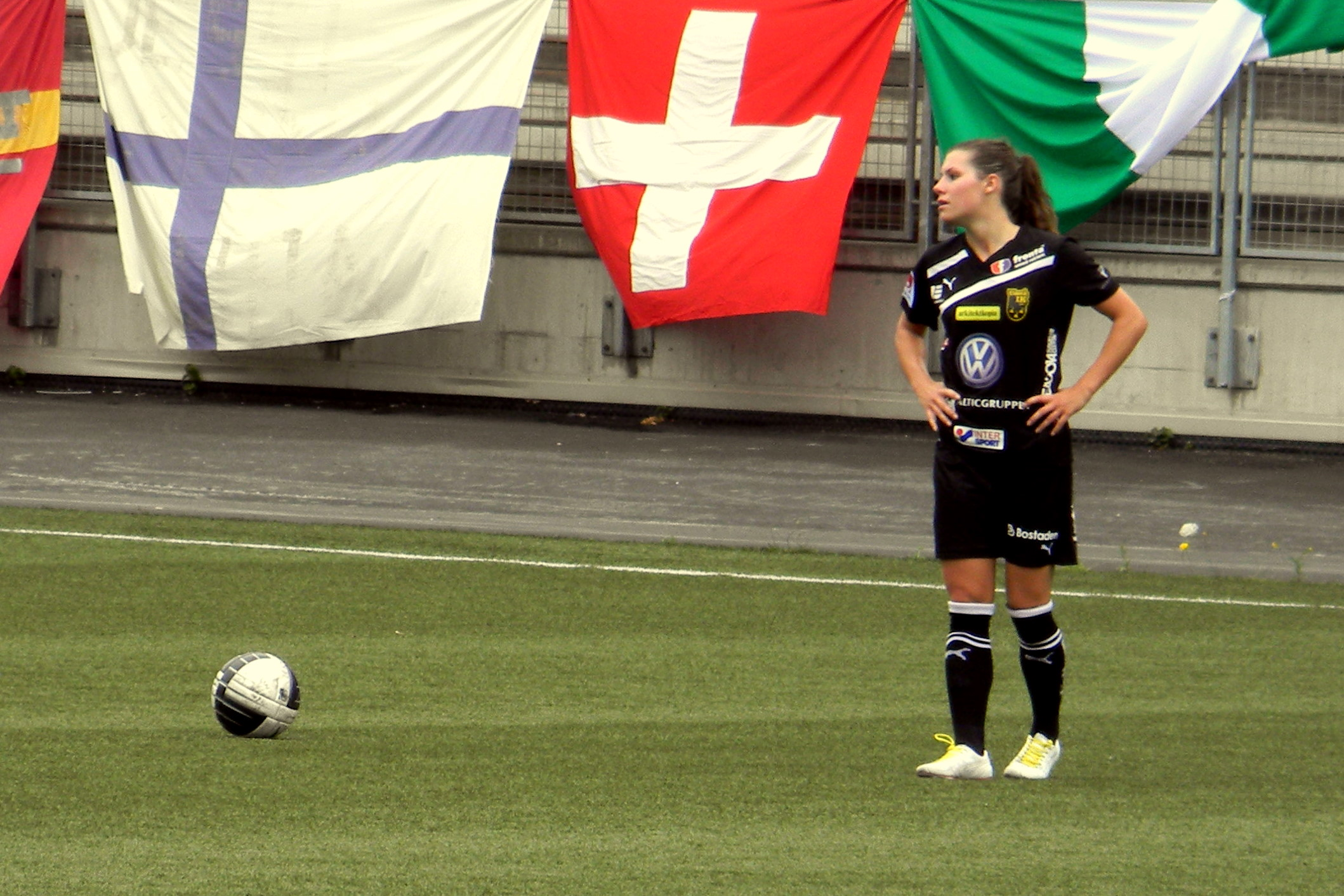
Bachmann con la tenuta completamente nera dell' nel luglio 2011.

Nel 2010 Bachmann decide di trasferirsi negli Stati Uniti d'America, accettando la proposta delle neofondata Atlanta Beat iscritta alla Women's Professional Soccer come prima scelta nell'International Draft del 2009. Dopo una stagione vanificata da una serie di infortuni e dopo che il suo contratto con l'Atlanta Beat non venne rinnovato, Bachmann ha respinto le offerte provenienti da Germania, Inghilterra e Stati Uniti per tornare all'Umeå per la stagione 2011. Il ritorno in tenuta giallonera è soddisfacente, con la squadra in grado di raggiungere 3º posto in campionato, mentre In Coppa viene eliminata già agli ottavi di finale. Con 13 reti su 21 incontri di campionato, Bachmann è la migliore realizzatrice della squadra, piazzandosi al 5º posto della classifica marcatrici a 3 reti dalla coppia Manon Melis e Margrét Lára Viðarsdóttir.
Dopo una stagione lascia la società di Umeå rimanendo però in Svezia, firmando con il LdB Malmö spostandosi dalla contea di Västerbotten a quella della Scania per le successive due stagioni. Nel 2012 conquista la sua terza Supercoppa, la seconda consecutiva per la squadra sponsorizzata Lait de Beauté, nell'incontro vinto, come l'edizione precedente, per 2-1 con il Kopparbergs/Göteborg, mentre nel 2013 condivide con le compagne la conquista dell'ottavo titolo nazionale per la società e il suo terzo personale.
Nel mese di dicembre 2013 il club si associò alla squadra maschile della città, il Fotboll Club Rosengård, cambiando per la nuova stagione 2014 la sua denominazione ufficiale, assumendo quella della squadra del quartiere di Malmö. Nel 2014 con la nuova denominazione difese con successo il titolo conquistando l'anno precedente, vincendo 18 partite su 20 e distanziando il KIF Örebro, secondo classificato, di 12 punti. Bachmann, che fa coppia nel reparto offensivo con Anja Mittag ex Turbine Potsdam dal 2012, dopo la partenza di Manon Melis per il Kopparbergs Göteborg, torna ad essere la seconda marcatrice della squadra dietro la tedesca, capocannoniere del torneo con 21 reti realizzate, con 11 centri e 4º posto assoluto in campionato. La stagione successiva la squadra vede perdere il proprio bomber Mittag, trasferitasi al Paris SG, con Bachmann che si assume l'onere di guidare l'attacco del Rosengård almeno fino alla 14ª giornata del campionato 2015, siglando 9 reti su 13 presenze prima di decidere di lasciare la squadra per una nuova avventura all'estero, scegliendo il Wolfsburg e firmando con il club tedesco un contratto triennale a partire dalla stagione 2015-2016.
Nella prima stagione Bachmann fa il suo debutto in tenuta bianco-verde nella Frauen-Bundesliga il 6 settembre 2015, alla 2ª giornata di campionato, rilevando al 58' Anna Blässe nell'incontro casalingo vinto per 2-0 sul Werder Brema, andando a segno per la prima volta il mese successivo, siglando all'81' la rete del parziale 2-0 nella rocambolesca partita pareggiata in zona Cesarini dal Friburgo. Matura 19 presenze in campionato, segnando 4 reti, alle quali si aggiungono 4 presenze in Coppa di Germania, dove condivide con le compagne la conquista della terza coppa per la società, e le 9 in Champions League, ovvero tutte quelle dai sedicesimi di finale alla finale, poi persa ai rigori, con l'Olympique Lione, e segnando durante il torneo due reti, nel ritorno dei quarti al Brescia e all'andata delle semifinali al 1. FFC Francoforte.

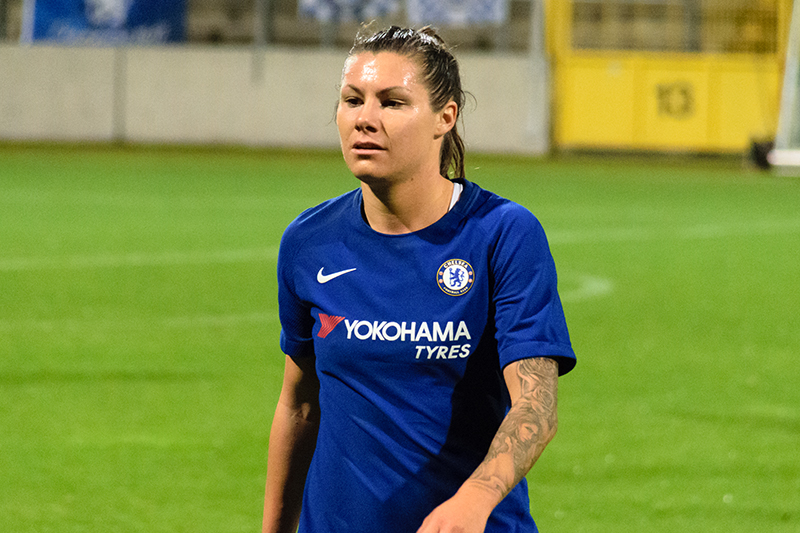
Bachmann con la maglia del nel 2017.

Alla sua seconda stagione il tecnico Ralf Kellermann, che aveva espresso soddisfazione al suo arrivo in squadra, ritiene al di sotto delle proprie aspettative le prestazioni dell'attaccante svizzera, impiegando Bachmann in campionato, partendo più volte dalla panchina, in 5 occasioni, segnando la rete che fissa sul 2-0 il risultato sul Bayer Leverkusen alla 2ª giornata, e nell'andata degli ottavi di finale di Champions League vinta 5-1 con le svedesi dell'Eskilstuna United. Matura così la decisione congiunta di lasciare il club prima della scadenza del contratto. Si apre perciò la prospettiva per giocare nel suo terzo campionato estero, concretizzando l'interesse espresso dal Chelsea per portare l'elvetica a giocare nel campionato inglese.
A disposizione del tecnico Emma Hayes, gioca con la maglia delle Blues la stagione 2017, debuttando in FA Women's Super League 1 il 30 aprile, nell'incontro casalingo vinto 6-0 sullo Yeovil Town, sostituendo Drew Spence al 69' e fissando il risultato al 76' con la sua prima rete "inglese", giocando tutti gli 8 incontri di campionato (le cosiddette Spring Series), portando a 3 i suoi centri segnando inoltre al Sunderland e al Bristol City, e festeggiando con le compagne la conquista del titolo di campione d'Inghilterra, il secondo per il club.
Rimane legata al club per altre tre stagioni, vincendo altri due titoli nazionali, i campionati di WSL 1 2017-2018 e di WSL 2019-2020, quest'ultimo chiuso anzitempo per le restrizioni dovute alle conseguenze della pandemia di COVID-19, una FA Women's Cup battendo in finale, per 3-1, l'Arsenal, nell'incontro del 5 maggio 2018 davanti al pubblico del Wembley Stadium, grazie anche alla sua doppietta che apre le marcature nell'incontro, e tornando inoltre a disputare la Champions League nella stagione 2017-2018 e in quella successiva, conclusa in entrambe alle semifinali, eliminata rispettivamente dalle sue ex compagne del Wolfsburg e dalle francesi dell'Olympique Lione, squadra che poi conquista il suo sesto titolo continentale. All'estate 2020 complessivamente matura 88 presenze e 19 reti, delle quali 48 e 7 in campionato e 14 con 3 reti in Champions, decidendo anche di concludere la sua avventura inglese per scegliere un nuovo campionato estero.
All'inizio di luglio 2020 viene infatti annunciato il suo arrivo al Paris Saint-Germain, firmando un contratto biennale per giocare dalla stagione entrante nel suo primo campionato francese. Il tecnico Olivier Echouafni in realtà la impiega per la prima volta nel corso della non ancora conclusa stagione 2019-2020, con il debutto assoluto con la maglia del PSG il 2 agosto in occasione delle semifinali di Coppa di Francia, incontro concluso con la vittoria della sua squadra per 2-1 sulle avversarie del Bordeaux, torneo poi conquistato dalle eterne rivali dell'Olympique Lione solo dopo i calci di rigore, giocando inoltre i quarti di finale di Champions League 2019-2020, 2-1 sull'Arsenal, e le semifinali, dove l'OL passa il turno battendola per 1-0.
Dopo averla lasciata a riposo alla 1ª giornata, Echouafni la impiega dal successivo incontro di campionato, dove scende titolare nel pareggio in trasferta a reti inviolate con il Bordeaux, per poi darle spazio sia in Coppa che in Women's Champions League.

### Nazionale
Bachmann inizia ad essere convocata dalla Federcalcio svizzera (ASF-SFV) nel 2005, chiamata dal tecnico della formazione Under-17 Susanne Gubler in occasione della doppia amichevole del 25 e 27 ottobre con l'Inghilterra e scendendo in campo da titolare in entrambi gli incontri. Tornata in rosa l'anno successivo, convocata da Walter Späni per l'incontro del 30 maggio con le pari età della Svezia, sigla la sua prima rete in maglia rossocrociata, quella che al 61' fissa il risultato sull'1-0. Le presenze nella più giovane delle squadre femminili elvetiche rimarranno solo quelle tre, tutte in amichevole essendo il primo torneo ufficiale UEFA organizzato nel 2008, così come il primo Mondiale di Nuova Zelanda, con le qualificazioni iniziate nel 2007.
In quello stesso anno è chiamata per la prima volta anche nella Under-20 impegnata nel Mondiale di Russia 2006. Bachmann che, sedicenne, in quell'occasione è una delle giocatrici più giovani del torneo, disputa tutti i tre incontri giocati nel trofeo FIFA, dove la Svizzera, inserita nel gruppo C con Corea del Nord, Germania e Messico, li perde tutti venendo eliminata già alla fase a gironi. Poche settimane prima, non le era stato permesso di prendere parte al campionato europeo Under-19, in Svizzera, in quanto ritenuta troppo giovane. Vestirà la maglia dell'Under-20 anche in occasione del successivo Mondiale di Germania 2010, marcando 2 presenze; come in Russia quattro anni prima, le rossocrociate non riescono a essere incisive, perdendo tutti i tre incontri del gruppo D rispettivamente con Corea del Sud, Stati Uniti e Ghana, chiudendo il girone all'ultimo posto e di conseguenza venendo eliminate già alla fase a gironi.
Nel 2006, benché ancora in quota per l'Under-17, arriva anche la prima convocazione per l'Under-19 da parte del duo tecnico Claudio Taddei e Brigitte Steiner. Bachmann fa il suo esordio il 13 settembre, a Šenčur, nell'amichevole vinta per 2-0 sulle pari età della Slovenia siglando anche il suo primo gol in U-19 aprendo le marcature al 4'. Con la coppia Luca Balduzzi, che ha rilevato Taddei a fianco di Steiner, viene confermata in rosa per il suo primo incontro ufficiale UEFA, il 10 aprile, nel primo dei tre incontri del gruppo 6 validi per la seconda fase di qualificazione all'Europeo di Islanda 2007, dove va anche a rete aprendo nuovamente le marcature nella vittoria per 5-0 sulla Serbia. Gioca inoltre i successivi incontri, quello perso 3-2 con l'Italia e quello perso 3-1 con la Spagna dove sigla anche la rete del parziale pareggio per la Svizzera.
Del 2007 è la prima convocazione nella nazionale maggiore, chiamata dal commissario tecnico Béatrice von Siebenthal, non ancora diciassettenne, in occasione della doppia amichevole del 15 e 17 giugno con la Svezia, e dove fa il suo esordio nel primo dei due incontri, perso per 1-0, e dove si fa espellere per doppia ammonizione.
Dopo una pausa di circa due anni, con Yannick Schwery che sostituisce Balduzzi a fianco di Steiner nella conduzione tecnica della formazione giovanile, Bachmann torna ad indossare la maglia dell'Under-19, disputando il secondo turno della fase eliminatoria di qualificazione all'Europeo di Bielorussia 2009, contribuendo al passaggio del turno segnando 2 reti, aprendo le marcature nella vittoria per 3-0 sull'Italia del 23 aprile e, due giorni più tardi, in quella per 7-3 con i Paesi Bassi. Le elvetiche, dopo aver chiuso al primo posto entrambi i gironi, passato il primo turno da seconda il gruppo 10, a pari punti con la Danimarca, si classificano al primo posto, imbattute, nel gruppo 5 del secondo turno, guadagnando così la quinta partecipazione delle rossocrociate al torneo continentale di categoria. In Bielorussia, inserite nel girone A con la nazionale padrona di casa, Germania e Francia, vince due incontri perdendone uno, quello con le tedesche, risultato che, tranne le bielorusse, accomuna la prime tre classificate, ma che la Svizzera chiude al secondo posto per una migliore differenza reti. Passato il turno, il percorso delle elvetiche si ferma in semifinale, battute 3-0 dall'Inghilterra che le elimina dal torneo.
Nel frattempo continuano le convocazioni nella nazionale maggiore, esordendo in un torneo ufficiale UEFA il 22 agosto 2007, in occasione della pesante sconfitta per 7-0 con la Germania durante le qualificazioni, nel gruppo 4, all'Europeo di Finlandia 2009. Per la prima rete deve invece attendere quasi un anno, segnando il primo dei due gol rossocrociati nel pareggio, in amichevole, con la Norvegia del 17 luglio 2008.
von Siebenthal la impiega con regolarità nei successivi tre anni, in svariate amichevoli, nelle qualificazioni al Mondiale di Germania 2011, dove segna 4 reti ma fallendo l'accesso alla fase finale, alla Cyprus Cup, nelle edizioni 2010, prima partecipazione della Svizzera al torneo e dove si mette in luce segnando una doppietta al Sudafrica, e la successiva del 2011, e infine nelle prime partite delle qualificazioni all'Europeo di Svezia 2013 prima di lasciare l'incarico alla nuova CT, la tedesca Martina Voss-Tecklenburg.

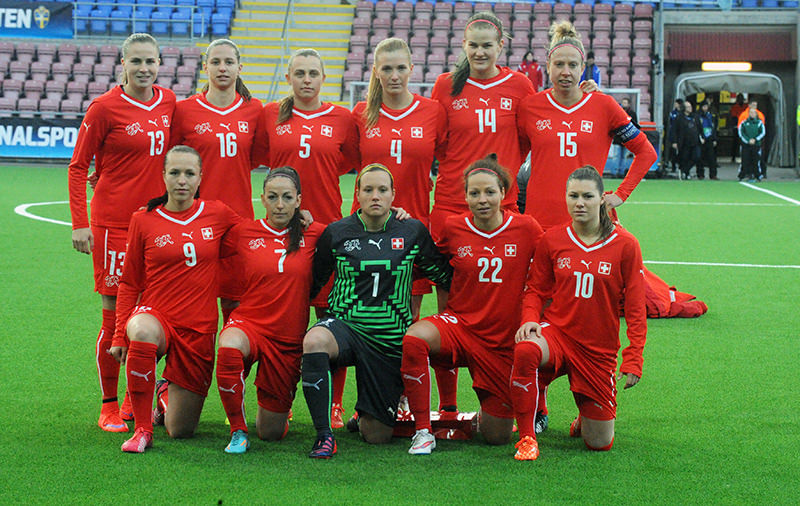
La formazione della nazionale maggiore prima dell'amichevole del 5 aprile 2015 vinta 3-1 sulla : Bachmann, col numero 10, è l'ultima a destra tra quelle in prima fila.

Con il nuovo tecnico Bachmann coglie i maggiori successi della carriera in nazionale, riuscendo a qualificarsi per la prima volta ad una fase finale di un campionato mondiale, quello di Canada 2015 dove dopo essere tra le terze migliori classificate alla fase a gironi, arriva agli ottavi di finale eliminata dal Canada, e per la prima volta a quella finale di un Europeo, quello dei Paesi Bassi 2017, eliminata nella fase a gironi. In questo periodo ricopre i ruoli sia di attaccante che di centrocampista offensivo, siglando 11 delle 29 reti segnate dalla Svizzera nel gruppo 2 delle qualificazioni a Euro 2013, seconda realizzatrice del girone dietro alla tedesca Célia Okoyino da Mbabi, mancando tuttavia l'opportunità a partecipare all'Europeo in quanto la sua nazionale si classifica solamente al quarto posto.
Nei sei anni della gestione Voss-Tecklenburg colleziona quattro convocazioni alla Cyprus Cup, compresa la vittoria del torneo all'edizione 2017, primo trofeo internazionale conquistato dalla nazionale femminile svizzera, battendo in finale la Corea del Sud per 1-0.
Nella progressione della sua squadra alla conquista della sua prima partecipazione mondiale, con 8 reti Bachmann è la terza realizzatrice del gruppo 3 della zona UEFA dopo Lara Dickenmann (10) e Ana-Maria Crnogorčević (9). 
Nel maggio 2015 Voss-Tecklenburg la inserisce nella lista definitiva delle 23 giocatrici in partenza per il Canada, impiegandola poi, da titolare, in ognuna delle quattro partite disputate dalla sua nazionale, le tre del gruppo C, dove con una vittoria e due sconfitte si classifica al terzo posto nella fase a gironi, superando comunque il turno come migliore terza grazie anche alla schiacciante vittoria per 10-1 sulle avversarie dell'Ecuador, e quella degli ottavi di finale, venendo eliminata di misura dalle padrone di casa del Canada con il risultato di 1-0.
In seguito viene impiegata durante le qualificazioni all'Europeo dei Paesi Bassi 2017, disputando nel frattempo tre incontri delle qualificazioni alle Olimpiadi di Rio de Janeiro 2016, andando a rete nel primo, perso per 4-3 con i Paesi Bassi, fallendo la chance di partecipare alla prima Olimpiade per aver vinto solo quello sulla Norvegia. La competitività della squadra è confermata dall'accesso alla fase finale dell'Europeo, anche in questo caso primo torneo continentale raggiunto dalla nazionale elvetica. Bachmann segna 5 reti su 7 presenze nelle qualificazioni, mentre nella fase finale gioca da titolare tutte le tre partite del gruppo C della fase a gironi, dove la Svizzera supera l'Islanda 2-1 nel secondo incontro, l'unica vinta dalla sua nazionale che, dopo aver perso l'incontro inaugurale per 1-0 con l'Austria ed essersi fatta rimontare la rete di vantaggio dalla Francia nell'ultimo incontro, che con il risultato di 1-1 di fatto la elimina dal torneo.
Negli anni seguenti gioca nelle qualificazioni al Mondiale di Francia 2019, 10 presenze e 2 reti per lei in quell'occasione, dove la Svizzera deve cedere l'accesso al torneo FIFA ai Paesi Bassi dopo la doppia finale ai play-off della zona UEFA.
Inserita in rosa con la squadra che partecipa all'Algarve Cup 2019 dal nuovo CT, il danese Nils Nielsen, in quell'occasione indossa la fascia di capitano, giocando tutti i tre incontri della sua nazionale, i due della prima fase, sconfitta per 4-1 con la Svezia e vittoria per 3-1 sul Portogallo, e la finale per il 7º/8º posto persa con la Spagna 2-0. Continua a ricoprire il ruolo di capitano della squadra fino all'inizio di ottobre per poi passarla a Lia Wälti tranne quando quest'ultima non è tra le calciatrici scese in campo. Nel frattempo disputa le qualificazioni all'Europeo di Inghilterra 2022, con [Nielsen che rileva Voss-Tecklenburg nella conduzione tecnica della squadra dal gennaio 2019.
Gioca la sua centesima partita in nazionale il 5 aprile 2019, in occasione dell'amichevole pareggiata 0-0 con la Finlandia.

## Statistiche

### Presenze e reti nei club
Statistiche aggiornate al 10 aprile 2021.
| Stagione                   | Squadra                    | Campionato                 | Campionato | Campionato | Coppe nazionali | Coppe nazionali | Coppe nazionali | Coppe internazionali | Coppe internazionali | Coppe internazionali | Altre coppe | Altre coppe | Altre coppe | Totale | Totale |
| Stagione                   | Squadra                    | Comp                       | Pres       | Reti       | Comp            | Pres            | Reti            | Comp                 | Pres                 | Reti                 | Comp        | Pres        | Reti        | Pres   | Reti   |
| -------------------------- | -------------------------- | -------------------------- | ---------- | ---------- | --------------- | --------------- | --------------- | -------------------- | -------------------- | -------------------- | ----------- | ----------- | ----------- | ------ | ------ |
| 2007                       | Umeå IK                    | D                          | ?          | ?          | CS              | ?               | ?               | UWC                  | ?                    | ?                    | SC          | -           | -           | ?      | ?      |
| 2008                       | Umeå IK                    | D                          | 17         | 5          | CS              | -               | -               | UWC                  | 3                    | 3                    | SC          | -           | -           | 20     | 8      |
| 2009                       | Umeå IK                    | D                          | 20         | 14         | CS              | 3               | 2               | UWCL                 | -                    | -                    | SC          | -           | -           | 23     | 16     |
| 2010                       | Atlanta Beat               | WPS                        | 10         | 1          | -               | -               | -               | -                    | -                    | -                    | -           | -           | -           | 10     | 1      |
| 2011                       | Umeå IK                    | D                          | 21         | 13         | CS              | 1               | 2               | -                    | -                    | -                    | -           | -           | -           | 22     | 15     |
| Totale Umeå IK             | Totale Umeå IK             | Totale Umeå IK             | 58+        | 32+        |                 | 4+              | 4+              |                      | 3+                   | 3+                   |             | -           | -           | 65+    | 39+    |
| 2012                       | LdB Malmö                  | D                          | 21         | 15         | CS              | 3               | 0               | UWCL                 | 5                    | 0                    | SC          | 1           | 1           | 30     | 16     |
| 2013                       | LdB Malmö                  | D                          | 21         | 10         | CS              | 2               | 5               | UWCL                 | -                    | -                    | -           | -           | -           | 23     | 15     |
| Totale LdB Malmö           | Totale LdB Malmö           | Totale LdB Malmö           | 42         | 25         |                 | 5               | 5               |                      | 5                    | 0                    |             | 1           | 1           | 53     | 31     |
| 2014                       | Rosengård                  | D                          | 19         | 11         | CS              | 3               | 0               | UWCL                 | 6                    | 0                    | SC (nd)     | -           | -           | 28     | 11     |
| 2015                       | Rosengård                  | D                          | 13         | 9          | CS              | -               | -               | UWCL                 | -                    | -                    | SC          | -           | -           | 13     | 9      |
| Totale Rosengård           | Totale Rosengård           | Totale Rosengård           | 32         | 20         |                 | 3               | 0               |                      | 6                    | 0                    |             | -           | -           | 41     | 20     |
| 2015-2016                  | Wolfsburg                  | BL                         | 19         | 4          | CG              | 4               | 0               | UWCL                 | 9                    | 2                    |             | -           | -           | 32     | 6      |
| 2016-2017                  | Wolfsburg                  | BL                         | 5          | 1          | CG              | -               | -               | UWCL                 | 1                    | 0                    |             | -           | -           | 6      | 1      |
| Totale Wolfsburg           | Totale Wolfsburg           | Totale Wolfsburg           | 24         | 5          |                 | 4               | 0               |                      | 10                   | 2                    |             | -           | -           | 38     | 7      |
| 2017                       | Chelsea                    | WSL1                       | 8          | 3          | WC              | ?               | ?               | UWCL                 | -                    | -                    | WSLC        | -           | -           | 8      | 3      |
| 2017-2018                  | Chelsea                    | WSL1                       | 12         | 0          | WC              | ?               | ?               | UWCL                 | 7                    | 2                    | WSLC        | 4           | 1           | 23     | 3      |
| 2018-2019                  | Chelsea                    | WSL                        | 16         | 3          | WC              | ?               | ?               | UWCL                 | 7                    | 1                    | WSLC        | 4           | 2           | 27     | 6      |
| 2019-2020                  | Chelsea                    | WSL                        | 12         | 1          | WC              | 2               | ?               | UWCL                 | -                    | -                    | WSLC        | 5           | 0           | 19     | 1      |
| Totale Chelsea             | Totale Chelsea             | Totale Chelsea             | 48         | 7          |                 | 13              | 6               |                      | 14                   | 3                    |             | 13          | 3           | 88     | 19     |
| 2019-2020                  | Paris Saint-Germain        | D1                         | -          | -          | CF              | 2               | 0               | UWCL                 | 2                    | 0                    | TC          | -           | -           | 4      | 0      |
| 2020-2021                  | Paris Saint-Germain        | D1                         | 9          | 2          | CF              | 1               | 0               | UWCL                 | 4                    | 1                    | TC          | -           | -           | 14     | 3      |
| Totale Paris Saint-Germain | Totale Paris Saint-Germain | Totale Paris Saint-Germain | 9          | 2          |                 | 3               | 0               |                      | 6                    | 1                    |             | -           | -           | 18     | 3      |
| Totale carriera            | Totale carriera            | Totale carriera            | 323+       | 92+        |                 | 32+             | 15+             |                      | 42+                  | 9+                   |             | 14          | 4           | 411+   | 130+   |

### Cronologia presenze e reti in nazionale
| Cronologia completa delle presenze e delle reti in nazionale ― Svizzera | Cronologia completa delle presenze e delle reti in nazionale ― Svizzera | Cronologia completa delle presenze e delle reti in nazionale ― Svizzera | Cronologia completa delle presenze e delle reti in nazionale ― Svizzera | Cronologia completa delle presenze e delle reti in nazionale ― Svizzera | Cronologia completa delle presenze e delle reti in nazionale ― Svizzera | Cronologia completa delle presenze e delle reti in nazionale ― Svizzera | Cronologia completa delle presenze e delle reti in nazionale ― Svizzera |
| Data                                                                    | Città                                                                   | In casa                                                                 | Risultato                                                               | Ospiti                                                                  | Competizione                                                            | Reti                                                                    | Note                                                                    |
| ----------------------------------------------------------------------- | ----------------------------------------------------------------------- | ----------------------------------------------------------------------- | ----------------------------------------------------------------------- | ----------------------------------------------------------------------- | ----------------------------------------------------------------------- | ----------------------------------------------------------------------- | ----------------------------------------------------------------------- |
| 15-6-2007                                                               | Kumla                                                                   | Svezia                                                                  | 1 – 0                                                                   | Svizzera                                                                | Amichevole                                                              | -                                                                       | 62’ 70’, 90’                                                            |
| 17-6-2007                                                               | Glanshammar                                                             | Svezia                                                                  | 4 – 1                                                                   | Svizzera                                                                | Amichevole                                                              | -                                                                       |                                                                         |
| 22-8-2007                                                               | Coblenza                                                                | Germania                                                                | 7 – 0                                                                   | Svizzera                                                                | Qual. Euro 2009                                                         | -                                                                       | 30’                                                                     |
| 30-9-2007                                                               | Mogoșoaia                                                               | Romania                                                                 | 2 – 0                                                                   | Svizzera                                                                | Amichevole                                                              | -                                                                       | 67’                                                                     |
| 28-10-2007                                                              | Rhyl                                                                    | Galles                                                                  | 0 – 2                                                                   | Svizzera                                                                | Qual. Euro 2009                                                         | -                                                                       | 82’, 86’                                                                |
| 18-2-2008                                                               | Susa                                                                    | Tunisia                                                                 | 0 – 1                                                                   | Svizzera                                                                | Amichevole                                                              | -                                                                       | 63’                                                                     |
| 8-5-2008                                                                | Oberdorf                                                                | Svizzera                                                                | 2 – 0                                                                   | Galles                                                                  | Qual. Euro 2009                                                         | -                                                                       | 56’                                                                     |
| 15-7-2008                                                               | Borlänge                                                                | Stati Uniti                                                             | 1 – 0                                                                   | Svizzera                                                                | Amichevole                                                              | -                                                                       | 67’                                                                     |
| 17-7-2008                                                               | Avesta                                                                  | Svizzera                                                                | 2 – 2                                                                   | Norvegia                                                                | Amichevole                                                              | 1                                                                       | 74’                                                                     |
| 19-7-2008                                                               | Avesta                                                                  | Inghilterra                                                             | 1 – 0                                                                   | Svizzera                                                                | Amichevole                                                              | -                                                                       | 46’                                                                     |
| 21-7-2008                                                               | Ludvika                                                                 | Scozia                                                                  | 0 – 5                                                                   | Svizzera                                                                | Amichevole                                                              | 2                                                                       |                                                                         |
| 30-8-2008                                                               | L'Aia                                                                   | Paesi Bassi                                                             | 1 – 1                                                                   | Svizzera                                                                | Qual. Euro 2009                                                         | -                                                                       |                                                                         |
| 1-10-2008                                                               | Basilea                                                                 | Svizzera                                                                | 0 – 3                                                                   | Germania                                                                | Qual. Euro 2009                                                         | -                                                                       |                                                                         |
| 8-3-2009                                                                | Sesana                                                                  | Slovenia                                                                | 0 – 5                                                                   | Svizzera                                                                | Amichevole                                                              | 1                                                                       |                                                                         |
| 19-9-2009                                                               | Wohlen                                                                  | Svizzera                                                                | 2 – 0                                                                   | Irlanda                                                                 | Qual. Mondiali 2011                                                     | -                                                                       |                                                                         |
| 23-9-2009                                                               | Fislisbach                                                              | Svizzera                                                                | 1 – 2                                                                   | Russia                                                                  | Qual. Mondiali 2011                                                     | -                                                                       |                                                                         |
| 24-2-2010                                                               | Nicosia                                                                 | Canada                                                                  | 2 – 1                                                                   | Svizzera                                                                | Cyprus Cup 2010 - 1º turno                                              | -                                                                       |                                                                         |
| 26-2-2010                                                               | Nicosia                                                                 | Svizzera                                                                | 3 – 1                                                                   | Sudafrica                                                               | Cyprus Cup 2010 - 1º turno                                              | 2                                                                       | 70’                                                                     |
| 1-3-2010                                                                | Nicosia                                                                 | Svizzera                                                                | 2 – 2                                                                   | Inghilterra                                                             | Cyprus Cup 2010 - 1º turno                                              | -                                                                       | 89’                                                                     |
| 31-3-2010                                                               | Dublino                                                                 | Irlanda                                                                 | 1 – 2                                                                   | Svizzera                                                                | Qual. Mondiali 2011                                                     | -                                                                       | 90+1’                                                                   |
| 19-6-2010                                                               | Mosca                                                                   | Russia                                                                  | 0 – 3                                                                   | Svizzera                                                                | Qual. Mondiali 2011                                                     | 2                                                                       | 69’                                                                     |
| 23-6-2010                                                               | Kökşetaw                                                                | Kazakistan                                                              | 2 – 4                                                                   | Svizzera                                                                | Qual. Mondiali 2011                                                     | 1                                                                       | 85’ 83’                                                                 |
| 12-9-2010                                                               | Shrewsbury                                                              | Inghilterra                                                             | 2 – 0                                                                   | Svizzera                                                                | Qual. Mondiali 2011                                                     | -                                                                       | 75’                                                                     |
| 16-9-2010                                                               | Wohlen                                                                  | Svizzera                                                                | 2 – 3                                                                   | Inghilterra                                                             | Qual. Mondiali 2011                                                     | 1                                                                       |                                                                         |
| 2-3-2011                                                                | Nicosia                                                                 | Francia                                                                 | 2 – 0                                                                   | Svizzera                                                                | Cyprus Cup 2011 - 1º turno                                              | -                                                                       | 70’                                                                     |
| 4-3-2011                                                                | Larnaca                                                                 | Svizzera                                                                | 1 – 2                                                                   | Nuova Zelanda                                                           | Cyprus Cup 2011 - 1º turno                                              | -                                                                       |                                                                         |
| 7-3-2011                                                                | Larnaca                                                                 | Paesi Bassi                                                             | 6 – 0                                                                   | Svizzera                                                                | Cyprus Cup 2011 - 1º turno                                              | -                                                                       | 65’                                                                     |
| 9-3-2011                                                                | Larnaca                                                                 | Svizzera                                                                | 2 – 1                                                                   | Irlanda del Nord                                                        | Cyprus Cup 2011 - finale 11º/12º posto                                  | -                                                                       |                                                                         |
| 15-5-2011                                                               | Roma                                                                    | Canada                                                                  | 1 – 1                                                                   | Svizzera                                                                | Amichevole                                                              | -                                                                       | 65’                                                                     |
| 18-5-2011                                                               | Niederhasli                                                             | Svizzera                                                                | 1 – 2                                                                   | Canada                                                                  | Amichevole                                                              | -                                                                       | 67’                                                                     |
| 17-9-2011                                                               | Augusta                                                                 | Germania                                                                | 4 – 1                                                                   | Svizzera                                                                | Qual. Euro 2013                                                         | 1                                                                       |                                                                         |
| 21-9-2011                                                               | Aarau                                                                   | Svizzera                                                                | 4 – 1                                                                   | Romania                                                                 | Qual. Euro 2013                                                         | 2                                                                       |                                                                         |
| 23-10-2011                                                              | Madrid                                                                  | Spagna                                                                  | 3 – 2                                                                   | Svizzera                                                                | Qual. Euro 2013                                                         | 1                                                                       |                                                                         |
| 24-11-2011                                                              | Aarau                                                                   | Svizzera                                                                | 8 – 1                                                                   | Kazakistan                                                              | Qual. Euro 2013                                                         | 2                                                                       | 67’                                                                     |
| 31-3-2012                                                               | Aarau                                                                   | Svizzera                                                                | 5 – 0                                                                   | Turchia                                                                 | Qual. Euro 2013                                                         | 1                                                                       | 61’                                                                     |
| 5-4-2012                                                                | Aarau                                                                   | Svizzera                                                                | 0 – 6                                                                   | Germania                                                                | Qual. Euro 2013                                                         | -                                                                       |                                                                         |
| 26-5-2012                                                               | Wohlen                                                                  | Svizzera                                                                | 1 – 0                                                                   | Irlanda                                                                 | Amichevole                                                              | 1                                                                       | 60’                                                                     |
| 16-6-2012                                                               | Aarau                                                                   | Svizzera                                                                | 4 – 3                                                                   | Spagna                                                                  | Qual. Euro 2013                                                         | 2                                                                       |                                                                         |
| 21-6-2012                                                               | Buftea                                                                  | Romania                                                                 | 4 – 2                                                                   | Svizzera                                                                | Qual. Euro 2013                                                         | -                                                                       |                                                                         |
| 15-9-2012                                                               | Istanbul                                                                | Turchia                                                                 | 1 – 3                                                                   | Svizzera                                                                | Qual. Euro 2013                                                         | 2                                                                       |                                                                         |
| 19-9-2012                                                               | Karaganda                                                               | Kazakistan                                                              | 1 – 0                                                                   | Svizzera                                                                | Qual. Euro 2013                                                         | -                                                                       | 65’                                                                     |
| 23-10-2012                                                              | Växjö                                                                   | Svezia                                                                  | 3 – 0                                                                   | Svizzera                                                                | Amichevole                                                              | -                                                                       |                                                                         |
| 6-3-2013                                                                | Larnaca                                                                 | Canada                                                                  | 2 – 0                                                                   | Svizzera                                                                | Cyprus Cup 2013 - 1º turno                                              | -                                                                       |                                                                         |
| 8-3-2013                                                                | Nicosia                                                                 | Svizzera                                                                | 1 – 1                                                                   | Paesi Bassi                                                             | Cyprus Cup 2013 - 1º turno                                              | 1                                                                       | 62’                                                                     |
| 11-3-2013                                                               | Larnaca                                                                 | Finlandia                                                               | 2 – 3                                                                   | Svizzera                                                                | Cyprus Cup 2013 - 1º turno                                              | 1                                                                       | 88’                                                                     |
| 6-4-2013                                                                | Nyon                                                                    | Svizzera                                                                | 3 – 1                                                                   | Norvegia                                                                | Amichevole                                                              | -                                                                       | 82’                                                                     |
| 19-6-2013                                                               | Helsinki                                                                | Finlandia                                                               | 2 – 2                                                                   | Svizzera                                                                | Amichevole                                                              | 1                                                                       |                                                                         |
| 21-9-2013                                                               | Nyon                                                                    | Svizzera                                                                | 9 – 0                                                                   | Serbia                                                                  | Qual. Mondiali 2015                                                     | 2                                                                       |                                                                         |
| 26-9-2013                                                               | Reykjavík                                                               | Islanda                                                                 | 0 – 2                                                                   | Svizzera                                                                | Qual. Mondiali 2015                                                     | 1                                                                       |                                                                         |
| 31-10-2013                                                              | Vejle                                                                   | Danimarca                                                               | 0 – 1                                                                   | Svizzera                                                                | Qual. Mondiali 2015                                                     | 1                                                                       | 88’                                                                     |
| 7-3-2014                                                                | Paralimni                                                               | Svizzera                                                                | 2 – 1                                                                   | Nuova Zelanda                                                           | Cyprus Cup 2014 - 1º turno                                              | -                                                                       | 60’                                                                     |
| 10-3-2014                                                               | Paralimni                                                               | Svizzera                                                                | 1 – 2                                                                   | Irlanda                                                                 | Cyprus Cup 2014 - 1º turno                                              | -                                                                       | 24’                                                                     |
| 5-4-2014                                                                | Zugo                                                                    | Svizzera                                                                | 11 – 0                                                                  | Malta                                                                   | Qual. Mondiali 2015                                                     | 1                                                                       | 53’                                                                     |
| 10-4-2014                                                               | Aarau                                                                   | Svizzera                                                                | 1 – 1                                                                   | Danimarca                                                               | Qual. Mondiali 2015                                                     | -                                                                       |                                                                         |
| 8-5-2014                                                                | Nyon                                                                    | Svizzera                                                                | 3 – 0                                                                   | Islanda                                                                 | Qual. Mondiali 2015                                                     | -                                                                       |                                                                         |
| 14-6-2014                                                               | Wohlen                                                                  | Svizzera                                                                | 9 – 0                                                                   | Israele                                                                 | Qual. Mondiali 2015                                                     | 2                                                                       | 72’                                                                     |
| 19-6-2014                                                               | Inđija                                                                  | Serbia                                                                  | 0 – 7                                                                   | Svizzera                                                                | Qual. Mondiali 2015                                                     | 1                                                                       | 26’                                                                     |
| 20-8-2014                                                               | Cary                                                                    | Stati Uniti                                                             | 4 – 1                                                                   | Svizzera                                                                | Amichevole                                                              | -                                                                       |                                                                         |
| 10-2-2015                                                               | Cesar                                                                   | Portogallo                                                              | 2 – 1                                                                   | Svizzera                                                                | Amichevole                                                              | -                                                                       |                                                                         |
| 5-4-2015                                                                | Eskilstuna                                                              | Svezia                                                                  | 1 – 3                                                                   | Svizzera                                                                | Amichevole                                                              | 1                                                                       | 89’                                                                     |
| 27-5-2015                                                               | Basilea                                                                 | Svizzera                                                                | 1 – 3                                                                   | Germania                                                                | Amichevole                                                              | -                                                                       | 80’                                                                     |
| 9-6-2015                                                                | Vancouver                                                               | Giappone                                                                | 1 – 0                                                                   | Svizzera                                                                | Mondiali 2015 - 1º turno                                                | -                                                                       | 22’                                                                     |
| 13-6-2015                                                               | Vancouver                                                               | Svizzera                                                                | 10 – 1                                                                  | Ecuador                                                                 | Mondiali 2015 - 1º turno                                                | 3                                                                       |                                                                         |
| 16-6-2015                                                               | Edmonton                                                                | Svizzera                                                                | 1 – 2                                                                   | Camerun                                                                 | Mondiali 2015 - 1º turno                                                | -                                                                       |                                                                         |
| 22-6-2015                                                               | Vancouver                                                               | Canada                                                                  | 1 – 0                                                                   | Svizzera                                                                | Mondiali 2015 - Ottavi di finale                                        | -                                                                       |                                                                         |
| 22-9-2015                                                               | Bienne                                                                  | Svizzera                                                                | 4 – 1                                                                   | Danimarca                                                               | Amichevole                                                              | 1                                                                       | 64’                                                                     |
| 24-10-2015                                                              | Cesena                                                                  | Italia                                                                  | 0 – 3                                                                   | Svizzera                                                                | Qual. Euro 2017                                                         | 2                                                                       |                                                                         |
| 27-10-2015                                                              | Bienne                                                                  | Svizzera                                                                | 4 – 0                                                                   | Georgia                                                                 | Qual. Euro 2017                                                         | -                                                                       |                                                                         |
| 1-12-2015                                                               | Neuchâtel                                                               | Svizzera                                                                | 5 – 1                                                                   | Rep. Ceca                                                               | Qual. Euro 2017                                                         | 1                                                                       |                                                                         |
| 2-3-2016                                                                | Amsterdam                                                               | Svizzera                                                                | 3 – 4                                                                   | Paesi Bassi                                                             | Qual. Olimpiadi 2016                                                    | 1                                                                       |                                                                         |
| 5-3-2016                                                                | Utrecht                                                                 | Svezia                                                                  | 1 – 0                                                                   | Svizzera                                                                | Qual. Olimpiadi 2016                                                    | -                                                                       |                                                                         |
| 9-3-2016                                                                | Rotterdam                                                               | Svizzera                                                                | 2 – 1                                                                   | Norvegia                                                                | Qual. Olimpiadi 2016                                                    | -                                                                       |                                                                         |
| 9-4-2016                                                                | Bienne                                                                  | Svizzera                                                                | 2 – 1                                                                   | Italia                                                                  | Qual. Euro 2017                                                         | 1                                                                       |                                                                         |
| 4-6-2016                                                                | Jablonec nad Nisou                                                      | Rep. Ceca                                                               | 0 – 5                                                                   | Svizzera                                                                | Qual. Euro 2017                                                         | -                                                                       |                                                                         |
| 15-9-2016                                                               | Gori                                                                    | Georgia                                                                 | 0 – 3                                                                   | Svizzera                                                                | Qual. Euro 2017                                                         | -                                                                       |                                                                         |
| 20-9-2016                                                               | Bienne                                                                  | Svizzera                                                                | 4 – 0                                                                   | Irlanda del Nord                                                        | Qual. Euro 2017                                                         | -                                                                       |                                                                         |
| 1-3-2017                                                                | Larnaca                                                                 | Belgio                                                                  | 2 – 2                                                                   | Svizzera                                                                | Cyprus Cup 2017 - 1º turno                                              | -                                                                       | 59’                                                                     |
| 3-3-2017                                                                | Larnaca                                                                 | Svizzera                                                                | 1 – 0                                                                   | Corea del Nord                                                          | Cyprus Cup 2017 - 1º turno                                              | -                                                                       | 75’                                                                     |
| 8-3-2017                                                                | Larnaca                                                                 | Svizzera                                                                | 1 – 0                                                                   | Corea del Sud                                                           | Cyprus Cup 2017 - Finale                                                | -                                                                       | 86’                                                                     |
| 10-4-2017                                                               | Skien                                                                   | Norvegia                                                                | 2 – 1                                                                   | Svizzera                                                                | Amichevole                                                              | 1                                                                       | 42’                                                                     |
| 18-7-2017                                                               | Deventer                                                                | Austria                                                                 | 1 – 0                                                                   | Svizzera                                                                | Euro 2017 - 1º turno                                                    | -                                                                       |                                                                         |
| 22-7-2017                                                               | Doetinchem                                                              | Islanda                                                                 | 1 – 2                                                                   | Svizzera                                                                | Euro 2017 - 1º turno                                                    | 1                                                                       | 90+9’                                                                   |
| 26-7-2017                                                               | Breda                                                                   | Svizzera                                                                | 1 – 1                                                                   | Francia                                                                 | Euro 2017 - 1º turno                                                    | -                                                                       |                                                                         |
| 15-9-2017                                                               | Elbasan                                                                 | Albania                                                                 | 1 – 4                                                                   | Svizzera                                                                | Qual. Mondiali 2019                                                     | 1                                                                       |                                                                         |
| 19-9-2017                                                               | Bienne                                                                  | Svizzera                                                                | 2 – 1                                                                   | Polonia                                                                 | Qual. Mondiali 2019                                                     | -                                                                       |                                                                         |
| 28-11-2017                                                              | Sciaffusa                                                               | Svizzera                                                                | 5 – 1                                                                   | Albania                                                                 | Qual. Mondiali 2019                                                     | 1                                                                       | 75’                                                                     |
| 28-2-2018                                                               | Larnaca                                                                 | Italia                                                                  | 3 – 0                                                                   | Svizzera                                                                | Cyprus Cup 2018 - 1º turno                                              | -                                                                       |                                                                         |
| 5-3-2018                                                                | Larnaca                                                                 | Svizzera                                                                | 0 – 0                                                                   | Galles                                                                  | Cyprus Cup 2018 - 1º turno                                              | -                                                                       | 46’                                                                     |
| 7-3-2018                                                                | Larnaca                                                                 | Corea del Nord                                                          | 2 – 1                                                                   | Svizzera                                                                | Cyprus Cup 2018 - Finale 3º/4º posto                                    | -                                                                       | 32’                                                                     |
| 5-4-2018                                                                | Zurigo                                                                  | Svizzera                                                                | 1 – 0                                                                   | Scozia                                                                  | Qual. Mondiali 2019                                                     | -                                                                       |                                                                         |
| 12-6-2018                                                               | Minsk                                                                   | Bielorussia                                                             | 0 – 5                                                                   | Svizzera                                                                | Qual. Mondiali 2019                                                     | -                                                                       |                                                                         |
| 30-8-2018                                                               | Glasgow                                                                 | Scozia                                                                  | 2 – 1                                                                   | Polonia                                                                 | Qual. Mondiali 2019                                                     | -                                                                       |                                                                         |
| 4-9-2018                                                                | Varsavia                                                                | Polonia                                                                 | 0 – 0                                                                   | Svizzera                                                                | Qual. Mondiali 2019                                                     | -                                                                       |                                                                         |
| 5-10-2018                                                               | Bruxelles                                                               | Belgio                                                                  | 2 – 2                                                                   | Svizzera                                                                | Qual. Mondiali 2019                                                     | -                                                                       | 64’                                                                     |
| 9-10-2018                                                               | Bienne                                                                  | Svizzera                                                                | 1 – 1                                                                   | Belgio                                                                  | Qual. Mondiali 2019                                                     | -                                                                       | 84’ 39’                                                                 |
| 13-11-2018                                                              | Sciaffusa                                                               | Svizzera                                                                | 1 – 1                                                                   | Paesi Bassi                                                             | Qual. Mondiali 2019                                                     | -                                                                       |                                                                         |
| 27-2-2019                                                               | Faro                                                                    | Svezia                                                                  | 4 – 1                                                                   | Svizzera                                                                | Algarve Cup 2019 - 1º turno                                             | -                                                                       | 41’                                                                     |
| 4-3-2019                                                                | Vila Real de Santo António                                              | Svizzera                                                                | 3 – 1                                                                   | Portogallo                                                              | Algarve Cup 2019 - 1º turno                                             | -                                                                       |                                                                         |
| 6-3-2019                                                                | Albufeira                                                               | Svizzera                                                                | 0 – 2                                                                   | Spagna                                                                  | Algarve Cup 2019 - finale 7º/8º posto                                   | -                                                                       | 46’                                                                     |
| 5-4-2019                                                                | Bienne                                                                  | Svizzera                                                                | 0 – 0                                                                   | Finlandia                                                               | Amichevole                                                              | -                                                                       |                                                                         |
| 9-4-2019                                                                | Winterthur                                                              | Svizzera                                                                | 1 – 0                                                                   | Slovacchia                                                              | Amichevole                                                              | -                                                                       |                                                                         |
| 29-5-2019                                                               | Ferrara                                                                 | Italia                                                                  | 3 – 1                                                                   | Svizzera                                                                | Amichevole                                                              | -                                                                       | 80’                                                                     |
| 3-9-2019                                                                | Sciaffusa                                                               | Svizzera                                                                | 4 – 0                                                                   | Lituania                                                                | Qual. Euro 2022                                                         | 1                                                                       |                                                                         |
| 4-10-2019                                                               | Šiauliai                                                                | Lituania                                                                | 0 – 3                                                                   | Svizzera                                                                | Qual. Euro 2022                                                         | -                                                                       |                                                                         |
| 8-10-2019                                                               | Thun                                                                    | Svizzera                                                                | 2 – 0                                                                   | Croazia                                                                 | Qual. Euro 2022                                                         | -                                                                       |                                                                         |
| 12-11-2019                                                              | Sciaffusa                                                               | Svizzera                                                                | 6 – 0                                                                   | Romania                                                                 | Qual. Euro 2022                                                         | 3                                                                       |                                                                         |
| 6-3-2020                                                                | Marbella                                                                | Svizzera                                                                | 1 – 1                                                                   | Austria                                                                 | Amichevole                                                              | -                                                                       | cap. 55’                                                                |
| 18-9-2020                                                               | Zaprešić                                                                | Croazia                                                                 | 1 – 1                                                                   | Svizzera                                                                | Qual. Euro 2022                                                         | 1                                                                       | 90’                                                                     |
| 22-9-2020                                                               | Thun                                                                    | Svizzera                                                                | 2 – 1                                                                   | Belgio                                                                  | Qual. Euro 2022                                                         | -                                                                       | 90+2’                                                                   |
| 27-10-2020                                                              | Mogoșoaia                                                               | Romania                                                                 | 0 – 2                                                                   | Svizzera                                                                | Qual. Euro 2022                                                         | -                                                                       |                                                                         |
| 1-12-2020                                                               | Lovanio                                                                 | Belgio                                                                  | 4 – 0                                                                   | Svizzera                                                                | Qual. Euro 2022                                                         | -                                                                       |                                                                         |
| 20-2-2021                                                               | Metz                                                                    | Francia                                                                 | 2 – 0                                                                   | Svizzera                                                                | Amichevole                                                              | -                                                                       | 85’                                                                     |
| 23-2-2021                                                               | Metz                                                                    | Francia                                                                 | 2 – 0                                                                   | Svizzera                                                                | Amichevole                                                              | -                                                                       | 47’                                                                     |
| 9-4-2021                                                                | Chomutov                                                                | Rep. Ceca                                                               | 1 – 1                                                                   | Svizzera                                                                | Qual. Euro 2022 - Play-off                                              | -                                                                       | 76’                                                                     |
| 13-4-2021                                                               | Thun                                                                    | Svizzera                                                                | 1 – 1 dts (3 - 2 dtr)                                                   | Rep. Ceca                                                               | Qual. Euro 2022 - Play-off                                              | -                                                                       | 71’                                                                     |
| Totale                                                                  |                                                                         | Presenze                                                                | 125                                                                     |                                                                         | Reti                                                                    | 53                                                                      |                                                                         |

| Cronologia completa delle presenze e delle reti in nazionale ― Svizzera under 20 | Cronologia completa delle presenze e delle reti in nazionale ― Svizzera under 20 | Cronologia completa delle presenze e delle reti in nazionale ― Svizzera under 20 | Cronologia completa delle presenze e delle reti in nazionale ― Svizzera under 20 | Cronologia completa delle presenze e delle reti in nazionale ― Svizzera under 20 | Cronologia completa delle presenze e delle reti in nazionale ― Svizzera under 20 | Cronologia completa delle presenze e delle reti in nazionale ― Svizzera under 20 | Cronologia completa delle presenze e delle reti in nazionale ― Svizzera under 20 |
| Data                                                                             | Città                                                                            | In casa                                                                          | Risultato                                                                        | Ospiti                                                                           | Competizione                                                                     | Reti                                                                             | Note                                                                             |
| -------------------------------------------------------------------------------- | -------------------------------------------------------------------------------- | -------------------------------------------------------------------------------- | -------------------------------------------------------------------------------- | -------------------------------------------------------------------------------- | -------------------------------------------------------------------------------- | -------------------------------------------------------------------------------- | -------------------------------------------------------------------------------- |
| 18-8-2006                                                                        | Mosca                                                                            | Svizzera under 20                                                                | 2 – 4                                                                            | Messico under 20                                                                 | Mondiali under 20 2006 - 1º turno                                                | -                                                                                |                                                                                  |
| 21-8-2006                                                                        | Mosca                                                                            | Corea del Nord under 20                                                          | 0 – 4                                                                            | Svizzera under 20                                                                | Mondiali under 20 2006 - 1º turno                                                | -                                                                                |                                                                                  |
| 24-8-2006                                                                        | San Pietroburgo                                                                  | Germania under 20                                                                | 6 – 0                                                                            | Svizzera under 20                                                                | Mondiali under 20 2006 - 1º turno                                                | -                                                                                |                                                                                  |
| 14-7-2010                                                                        | Dresda                                                                           | Svizzera under 20                                                                | 0 – 4                                                                            | Corea del Sud under 20                                                           | Mondiali under 20 2010 - 1º turno                                                | -                                                                                | 90’                                                                              |
| 17-7-2010                                                                        | Dresda                                                                           | Stati Uniti under 20                                                             | 5 – 0                                                                            | Svizzera under 20                                                                | Mondiali under 20 2010 - 1º turno                                                | -                                                                                | 74’                                                                              |
| Totale                                                                           |                                                                                  | Presenze                                                                         | 5                                                                                |                                                                                  | Reti                                                                             | 0                                                                                |                                                                                  |

| Cronologia completa delle presenze e delle reti in nazionale ― Svizzera under 19 | Cronologia completa delle presenze e delle reti in nazionale ― Svizzera under 19 | Cronologia completa delle presenze e delle reti in nazionale ― Svizzera under 19 | Cronologia completa delle presenze e delle reti in nazionale ― Svizzera under 19 | Cronologia completa delle presenze e delle reti in nazionale ― Svizzera under 19 | Cronologia completa delle presenze e delle reti in nazionale ― Svizzera under 19 | Cronologia completa delle presenze e delle reti in nazionale ― Svizzera under 19 | Cronologia completa delle presenze e delle reti in nazionale ― Svizzera under 19 |
| Data                                                                             | Città                                                                            | In casa                                                                          | Risultato                                                                        | Ospiti                                                                           | Competizione                                                                     | Reti                                                                             | Note                                                                             |
| -------------------------------------------------------------------------------- | -------------------------------------------------------------------------------- | -------------------------------------------------------------------------------- | -------------------------------------------------------------------------------- | -------------------------------------------------------------------------------- | -------------------------------------------------------------------------------- | -------------------------------------------------------------------------------- | -------------------------------------------------------------------------------- |
| 13-9-2006                                                                        | Šenčur                                                                           | Slovenia under 19                                                                | 0 – 2                                                                            | Svizzera under 19                                                                | Amichevole                                                                       | 1                                                                                | 68’                                                                              |
| 10-4-2007                                                                        | Borgo Valsugana                                                                  | Svizzera under 19                                                                | 5 – 0                                                                            | Serbia under 19                                                                  | Qual. Europeo under 19 2007                                                      | 1                                                                                | 45’                                                                              |
| 12-4-2007                                                                        | Trento                                                                           | Italia under 19                                                                  | 3 – 2                                                                            | Svizzera under 19                                                                | Qual. Europeo under 19 2007                                                      | -                                                                                | 44’                                                                              |
| 15-4-2007                                                                        | Mezzolombardo                                                                    | Svizzera under 19                                                                | 1 – 3                                                                            | Spagna under 19                                                                  | Qual. Europeo under 19 2007                                                      | 1                                                                                | 80’                                                                              |
| 23-4-2009                                                                        | Altbüron                                                                         | Svizzera under 19                                                                | 3 – 0                                                                            | Italia under 19                                                                  | Qual. Europeo under 19 2009                                                      | 1                                                                                |                                                                                  |
| 25-4-2009                                                                        | Brunnen                                                                          | Svizzera under 19                                                                | 7 – 3                                                                            | Paesi Bassi under 19                                                             | Qual. Europeo under 19 2009                                                      | 2                                                                                | 68’                                                                              |
| Totale                                                                           |                                                                                  | Presenze                                                                         | 6                                                                                |                                                                                  | Reti                                                                             | 6                                                                                |                                                                                  |

| Cronologia completa delle presenze e delle reti in nazionale ― Svizzera under 17 | Cronologia completa delle presenze e delle reti in nazionale ― Svizzera under 17 | Cronologia completa delle presenze e delle reti in nazionale ― Svizzera under 17 | Cronologia completa delle presenze e delle reti in nazionale ― Svizzera under 17 | Cronologia completa delle presenze e delle reti in nazionale ― Svizzera under 17 | Cronologia completa delle presenze e delle reti in nazionale ― Svizzera under 17 | Cronologia completa delle presenze e delle reti in nazionale ― Svizzera under 17 | Cronologia completa delle presenze e delle reti in nazionale ― Svizzera under 17 |
| Data                                                                             | Città                                                                            | In casa                                                                          | Risultato                                                                        | Ospiti                                                                           | Competizione                                                                     | Reti                                                                             | Note                                                                             |
| -------------------------------------------------------------------------------- | -------------------------------------------------------------------------------- | -------------------------------------------------------------------------------- | -------------------------------------------------------------------------------- | -------------------------------------------------------------------------------- | -------------------------------------------------------------------------------- | -------------------------------------------------------------------------------- | -------------------------------------------------------------------------------- |
| 25-10-2005                                                                       | Richmond upon Thames                                                             | Inghilterra under 17                                                             | 1 – 2                                                                            | Svizzera under 17                                                                | Amichevole                                                                       | -                                                                                |                                                                                  |
| 27-10-2005                                                                       | Woking                                                                           | Inghilterra under 17                                                             | 2 – 1                                                                            | Svizzera under 17                                                                | Amichevole                                                                       | -                                                                                |                                                                                  |
| 30-5-2006                                                                        | Renens                                                                           | Svizzera under 17                                                                | 1 – 0                                                                            | Svezia under 17                                                                  | Amichevole                                                                       | 1                                                                                |                                                                                  |
| Totale                                                                           |                                                                                  | Presenze                                                                         | 3                                                                                |                                                                                  | Reti                                                                             | 1                                                                                |                                                                                  |

## Palmarès

### Club
- Campionato svedese: 4

Umeå: 2007, 2008
LdB FC Malmö: 2013
Rosengård: 2014
- Coppa di Svezia: 1

Umeå: 2007
- Supercoppa svedese: 3

Umeå: 2007, 2008
LdB FC Malmö: 2012
- Coppa di Germania: 1

Wolfsburg: 2015-2016
- Campionato inglese: 3

Chelsea: 2017, 2017-2018, 2019-2020
- FA Women's Cup: 1

Chelsea: 2017-2018
- Campionato francese: 1

PSG: 2020-2021

### Nazionale
- Cyprus Cup: 1

2017

### Individuale
- UEFA Golden Player: 1

Campionato europeo femminile under 19 di calcio 2009
- Calciatrice svizzera dell'anno: 3

2009, 2015, 2019